# گهرده
گهرده (به آلمانی: Gehrde) یک شهر در آلمان است که در Osnabrück واقع شده‌است. گهرده ۲٬۴۸۲ نفر جمعیت دارد.